# Château d'Astwell
Le château d'Astwell est un manoir dans le Northamptonshire, en Angleterre, à environ 1,5 milles (2,4 km) au sud-ouest de Wappenham. C'est un bâtiment classé Grade II  et une partie de la paroisse de Helmdon, un village à 1 milles (1,6 km) à l'ouest.

## Histoire
Les De Wauncy sont parmi les premiers possesseurs de ce manoir depuis la Conquête. D'eux, il passe aux Brookes. Le 24 avril 1471, Thomas Lovett II acquiert Astwell en échange de ses biens héréditaires par un arrangement familial avec le cousin de sa mère, Dowse Billing et son mari William Brooke . La maison est commencée par Lovett .
George Shirley, Esq. (créé baronnet, sur la première institution de cet ordre, par Jacques Ier en 1611), petit-fils de Lovett, est le possesseur suivant. Il reconstruit partiellement ou totalement le manoir. De lui, ce manoir passe à Washington Shirley, 5e comte Ferrers par qui il est vendu en 1763 à Richard Grenville-Temple, 2e comte Temple. Il est remplacé par son neveu, George Nugent-Temple-Grenville (1er marquis de Buckingham), et dont le fils, Richard Temple-Nugent-Brydges-Chandos-Grenville (1er duc de Buckingham et Chandos) est également associé au manoir. L'abbaye de Biddlesden possède des biens dans le manoir. En 1874, le manoir est en grande partie démantelé, certaines des «pièces inférieures» devenant une ferme et une «large tour crénelée» restante .
Le château est classé Grade II depuis 1953 (numéro d'entrée sur la liste : 1041132) mais le rapport indique qu'"en 1958, le bâtiment a été restauré pour Mme. Joan Wake" . Des articles de presse en 2019 rapportent que le manoir "conserve de belles caractéristiques avec des meneaux, des sièges de fenêtre et des lumières au plomb, des cheminées et un escalier en chêne". Le bâtiment, avec tour de garde qui comprend un escalier à vis menant aux chambres et au toit crénelé, offre quatre chambres et trois pièces de réception ; elle est dite habitable mais une restauration complémentaire est souhaitable ,.

## Architecture et aménagements
La tour de la guérite crénelée avec la pièce jointe inférieure à gauche est de l'époque de Lovett. À l'ouest, une grande maison avec cour avec plus de quarante pièces accumulées sous les propriétaires ultérieurs des familles Lovett et Shirley aux XVIe et XVIIe siècles, dont seul un fragment survit. Il a encore des fenêtres à meneaux avec des lumières cintrées, suggérant le XVIe plutôt que le XVIIe siècle. A l'intérieur se trouve une cheminée avec une large frise de motifs géométriques simples au-dessus de l'arc à quatre centres. Les dessins du début du XVIIIe siècle montrent des rangées ajoutées contre les côtés ouest et sud de la maison qui sont construites jusqu'au fossé ou au-dessus. Celles-ci peuvent être liées au remplissage des douves et à l'aménagement d'un jardin avec des terrasses formelles sur les côtés sud et est de la maison.
La partie sud du bâtiment est modifiée au XIXe siècle et à nouveau en 1957 lorsque la maison est remodelée et la charpente remplacée.

## La tour
En 1918, Evans décrit la tour. À l'époque, les armes de Sir George Shirley (mort ici en 1622) apparaissent sur son entrée. C'est la tour de garde d'une ancienne maison. La porte d'origine est construite et une autre est ouverte à côté. Il y a un sous-sol avec loge de gardien à droite de l'entrée, et deux étages supérieurs. Les sols sont bien conservés, mais l'intérieur est devenu un pigeonnier. La salle du premier étage présente des écus d'armes sous le badigeon, et il y a à ce niveau une porte obstruée qui ouvrait peut-être sur une galerie extérieure. Cette chambre et celle du dessus ont toutes deux des garde- robes. Depuis les chenaux, on a une bonne vue sur le site . La tour aujourd'hui (2021) a sérieusement besoin de réparations.
Un parc aux daims est créé en 1547.